# Battaglia di Turaida
La battaglia di Turaida o Treiden fu combattuta il 1º giugno 1298, sulle rive del fiume Gauja (in tedesco: Livländische Aa) vicino al castello di Turaida (in tedesco: Treiden). L'ordine di Livonia, il gruppo religioso cavalleresco che amministrava le odierne Lettonia ed Estonia nel Basso Medioevo, fu definitivamente sconfitto dai residenti di Riga, alleatisi con il Granducato di Lituania e capeggiati da Vytenis.

## Battaglia e conseguenze
Nel 1296 scoppiò una guerra civile in Terra Mariana tra i cittadini più abbienti di Riga, i quali godevano di una sorta di status speciale, e l'Ordine di Livonia. Giovanni III di Schwerin, arcivescovo di Riga, tentò senza successo di mediare la controversia, schierandosi anzi con una delle fazioni impegnate nella lotta, i residenti della moderna capitale lettone, venendo però sconfitto e fatto prigioniero. Nel marzo 1298, Riga concluse un'alleanza con il Granducato di Lituania, di fede pagana e di recente divenuto per i cavalieri teutonici e di Livonia l'avversario di una delle più lunghe e sanguinose battaglie del Basso Medioevo.
I lituani, comandati dal granduca Vytenis, invasero la Livonia e assediarono Karkhus (Karksi): Una volta caduto il castello, gli attaccanti saccheggiarono, massacrarono e fecero molti prigionieri. I cristiani ingaggiarono i lituani sul fiume Gauja e fu lì che si scatenò la battaglia. Nelle fasi iniziali, sembrava che i cavalieri stessero prevalendo, ma Vytenis contrattaccò con vigore grazie ai rinforzi fornitigli dall'arcidiocesi e permise alla coalizione di sconfiggere l'ordine. Il Gran maestro Bruno e il komtur di Fellin morirono nel corso della lotta. Secondo diverse fonti, nella battaglia persero la vita 60 o 20-22 cavalieri di alto rango. Se davvero fossero stati 60, lo scontro risulterebbe paragonabile alla battaglia di Šiauliai (1236) in termini di vittime, ovvero quella durante il quale i cavalieri portaspada cessarono di esistere per divenire l'ordine di Livonia. Se il numero si attestasse invece intorno ai 20 cavalieri, si tratterebbe di una delle dieci sconfitte più disastrose riportate dalle forze teutoniche e livoniane nel XIII secolo.
Il 28 giugno, l'ordine ricevette dei rinforzi dai cavalieri teutonici e sconfisse i residenti di Riga e i lituani vicino a Neuermühlen (oggi Ādaži). Secondo i numeri esagerati riportati da Pietro di Duisburg, circa 4 000 rigani e lituani morirono nello scontro immediatamente precedente all'assedio e all'espugnazione di Riga. Dopo che Eric VI di Danimarca minacciò di invadere la Livonia per assistere l'arcivescovo Giovanni III, si raggiunse una tregua e il conflitto fu mediato da Papa Bonifacio VII. Tuttavia, le ostilità non cessarono del tutto e l'alleanza tra Lituania e Riga continuò per altri quindici anni.